# Добровольная пожарная охрана
Добровольная пожарная охрана — социально ориентированные общественные объединения пожарной охраны, созданные по инициативе физических лиц и (или) юридических лиц — общественных объединений для участия в профилактике и (или) тушении пожаров и проведении аварийно-спасательных работ.

## Федеральный закон
В мае 2011 года Президентом Российской Федерации был подписан федеральный закон № 100-ФЗ «О добровольной пожарной охране», который определил новое правовое поле для создания подразделений добровольной пожарной охраны.
Закон является достаточно новационным в системе российского законодательства. Помимо того, что основной его целью является обеспечение пожарной безопасности населенных пунктов и организаций, он определяет порядок развития волонтерства в рассматриваемой области. По пути развития волонтерства в вопросах безопасности давно уже идут все развитые европейские страны, где данное движение приобрело массовый характер и доказало свою эффективность на практике.
Для законодательства в области пожарной безопасности Закон является своеобразной новеллой, так как отходит от традиционного регулирования властных правоотношений со смещением акцентов в сторону институтов гражданского общества. Законом предполагается широкое вовлечение общественности в организацию деятельности добровольной пожарной охраны при активном участии в данной деятельности представителей публичной власти всех уровней.
Актуальность федерального закона состоит в том, что он призван решить жизненно-важную проблему по защите населенных пунктов подразделениями пожарной охраны. Исторический опыт России по борьбе с пожарами, опыт зарубежных стран говорит о том, что наиболее рациональным способом решения этой проблемы является развитие добровольной пожарной охраны, основной задачей которой как раз является участие в тушении пожаров в этих неприкрытых подразделениями государственной противопожарной службы населенных пунктах.

### Проблемы в законодательном регулировании ДПО
В качестве примеров проблем с ФЗ-100 указываются вопросы:
- неясность со страхованием добровольных пожарных;
- отсутствие у небольших муниципальных объединений бюджета на организацию и поддержку ДПО.[2]
- отсутствие государственной поддержки организаций (налоговых, социальных или каких-либо иных льгот), имеющих в штате добровольных пожарных и как следствие, конфликт интересов.

## В России

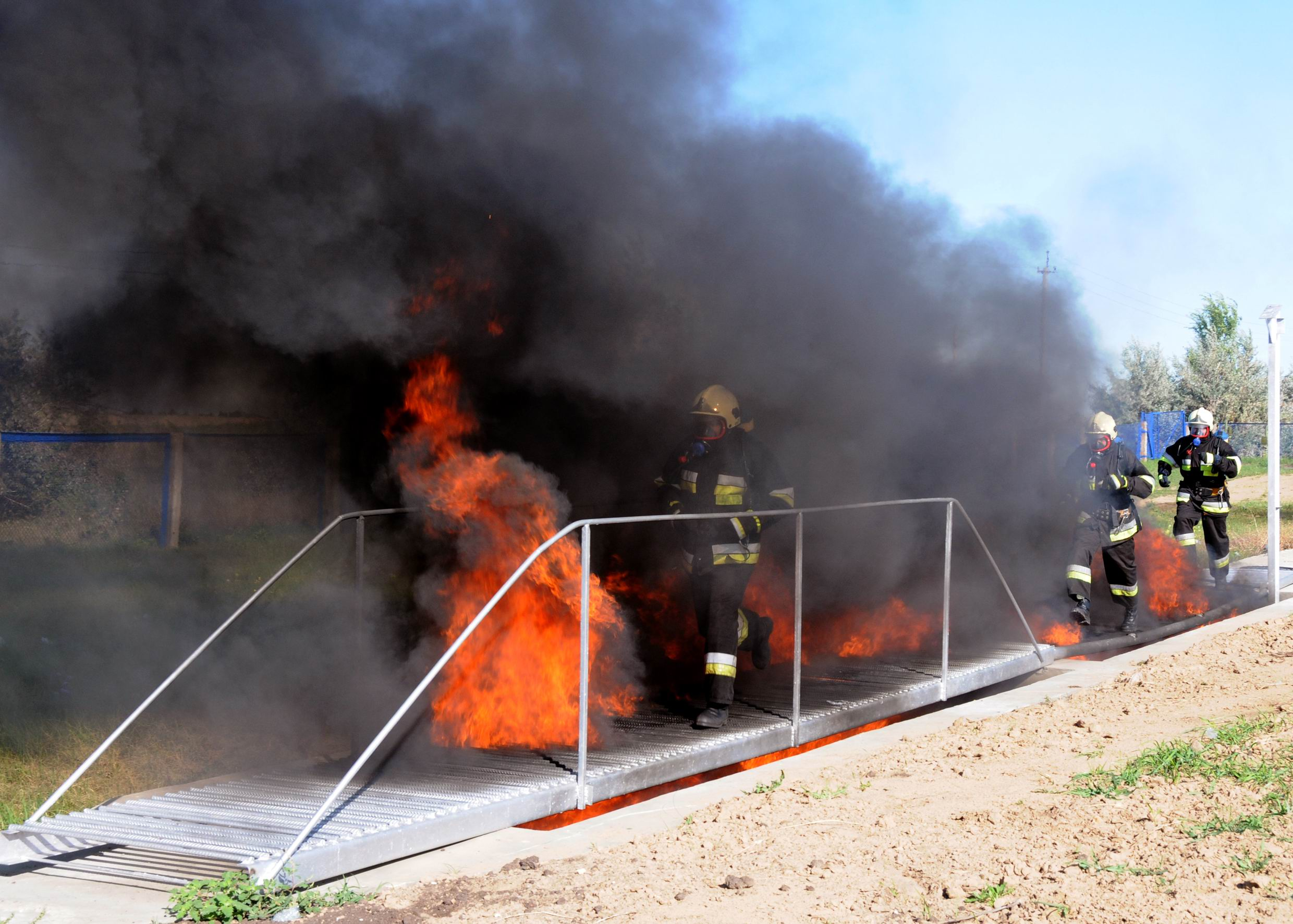
Тренировки объектовой добровольной пожарной охраны — аварийно-спасательных формирований Балаковской АЭС

Имевшаяся к середине 19 века система профессиональной пожарной охраны Российской Империи оказалась неспособной успешно противостоять опасности пожаров. Профессиональные (полицейские) пожарные команды существовали только в городах, а в селах и деревнях пожары тушили сами жители, неся «пожарную повинность». Участие населения в тушении пожаров, а также распространение в России взаимного страхования от огня, когда сгоревшее хозяйство восстанавливалось за счет страховых сборов от каждого двора, явились причинами возникновения движения добровольных пожарных дружин. В России создавались общественные пожарные команды, состоящие из вольнонаемных граждан. В 1843 году в г. Осташкове Тверской губернии было организовано первое в России добровольное пожарное общество.
В 1897 году Министр внутренних дел утвердил «Нормальный устав добровольной пожарной дружины».
К 1917 году в составе Императорского Российского пожарного общества (ИРПО) насчитывалось 3600 организаций: городских добровольных пожарных обществ — 952, городских добровольных пожарных дружин — 1377, фабрично-заводских пожарных обществ и дружин — 960, других пожарных организаций — 261. В ИРПО было зарегистрировано более 1400 сельских пожарных обозов. Число действительных членов составляло свыше 400 тыс. человек.
В XIX в. пожарные команды России, в соответствии с их устройством, способом содержания и другими особенностями, подразделялись на: «постоянные» — команды, готовые сразу выехать к месту пожара, и на «вольные» (добровольные) — те, члены которой собирались только в случае пожара, имея у себя лишь противопожарный инвентарь, в виде так называемого пожарного обоза.
Подразделения добровольной пожарной охраны создаются в виде дружин и команд. Команда осуществляет деятельность с использованием мобильных средств пожаротушения, дружина — без мобильных средств.
России существует Всероссийское добровольное пожарное общество, под эгидой которого создано свыше 300 противопожарных формирований.

## Будущее добровольной пожарной охраны
Уже сегодня в России насчитывается более 800 тысяч добровольных пожарных. В МЧС рассчитывают и на широкую пропаганду добровольчества. «В России уже был хороший опыт добровольного движения до революции — Императорское добровольное пожарное общество, которое традиционно возглавляли члены императорской семьи. Но потом за долгие годы был утрачен корпоративный дух, когда люди, которые хотели помогать обществу, близким, заниматься героическим делом, находили такую возможность именно в добровольных отрядах, и это становилось их образом жизни. Сегодня это надо восстанавливать».
В Челябинской области на 2013 год числилось свыше 15 тысяч добровольных пожарных. По заявлению, поступившему в правоохранительные органы от сотрудника МЧС они существовали лишь в отчетах, а деньги выделяемые на них — шли на другие цели.

## В Германии
Профессиональные пожарные службы есть только в крупных городах ФРГ. В деревнях и небольших населенных пунктах существует добровольная пожарная охрана, которая также занимается тушением лесных пожаров. Добровольные пожарные получают поддержку от государства. Их снабжают техникой и пожарно-техническим вооружением. Работа добровольных пожарных не оплачивается.